# Fillaeopsis discophora
Genre
Espèce
Fillaeopsis discophora est une espèce de plantes dicotylédones de la famille des Fabaceae, sous-famille des Mimosoideae. C'est un arbre originaire d'Afrique. C'est l'unique espèce acceptée du genre Fillaeopsis (genre monotypique).